# Eufronios

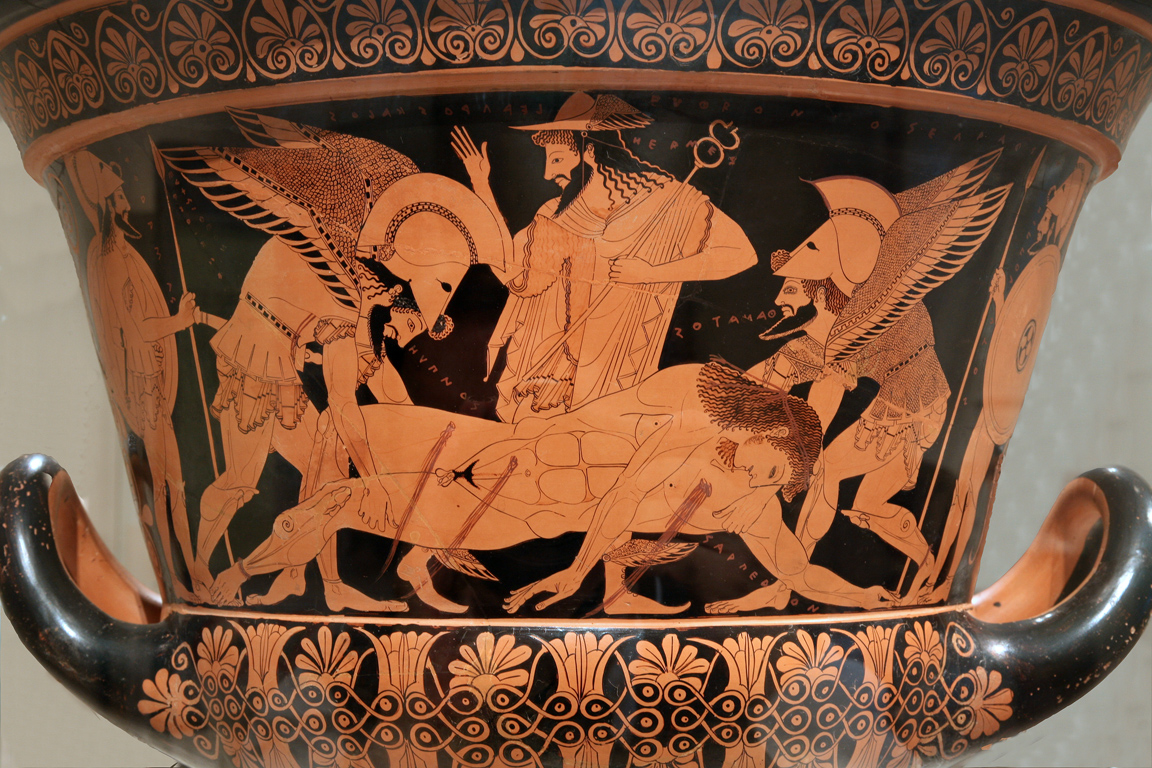
Malowidło Eufroniosa na kraterze przedstawiające przenoszenie ciała Sarpedona przez Hypnosa i Tanatosa (Sen i Śmierć) pod okiem Hermesa (Metropolitan Museum of Art w Nowym Jorku)

Eufronios (VI/V wiek p.n.e.) – attycki malarz i garncarz, działający w okresie 520–505 p.n.e. Uważany za najstarszego z grupy pionierów stylu czerwonofigurowego (520–500 p.n.e.).
Najprawdopodobniej był niewolnikiem pracującym początkowo w warsztacie Kachryliona, następnie we własnym. Na początku V wieku p.n.e. porzucił malarstwo i zajął się garncarstwem (toczeniem naczyń), choć nadal miał wpływ na malarzy dekorujących wytwarzane przez niego wazy (np. na Malarza Pistoksenosa). Współdziałał z Onesimosem, współzawodniczył z Eutymidesem; świadectwem tej rywalizacji jest monachijska amfora Eutymidesa z napisem „jak nigdy Eufronios [tak nie namalował]”. Za jego uczniów uważani są m.in. Brygos, Hieron i Duris.
Wśród znanych prac 6 sygnował jako malarz (m.in. krater kielichowy z pracowni Euksiteosa oraz krater wolutowy z Arezzo, nie licząc kyliksów Kachryliona), a 10 jako garncarz (poietes), przy czym pierwsze zaliczane są do starszych, co potwierdzałoby tezę o późniejszym założeniu własnej pracowni. Poza sygnowanymi za wyroby warsztatu Eufroniosa uznano też naczynia zdobione przez Onesimosa i innych malarzy tzw. stylu surowego.  
Dekorowane przez niego wazy charakteryzują się swobodą postaci oraz zwartością kompozycji (zręcznie włączonych w ściany kraterów lub w medaliony dna kyliksów), umiejętnym stosowaniem skrótów perspektywicznych, precyzją rysunku (zwłaszcza anatomii), drobiazgowością w oddawaniu fałdów draperii, ukazywaniem ekspresyjnych twarzy w ujęciu en face. Był mistrzem aktu modelowanego kreskami o różnych natężeniach barwy i gęstości pokostu. Posługiwał się często rozcieńczonym pokostem dla wykonania delikatnych linii rysunku wewnętrznego. Tematykę przedstawień czerpał głównie z mitologii oraz życia codziennego (np. czyny Heraklesa, sceny z gimnazjonu).